# ارتل (سنحان)

تعديل مصدري - تعديل

ارتل هي إحدى قرى عزلة الربع الغربي بمديرية سنحان وبني بهلول التابعة لمحافظة صنعاء، بلغ تعداد سكانها 2169 نسمة حسب تعداد اليمن لعام 2004.